# Festival Internacional de Jazz y Blues de Linares
El Festival Internacional de Jazz y Blues de Linares es un festival de jazz y blues que se celebra en la ciudad de Linares (Andalucía, España). La primera edición de este joven festival fue en el año 2008, dándose a conocer como referente del jazz y del blues de la provincia de Jaén.
Esta iniciativa está organizada por la Asociación de Blues y Jazz linarense junto con el Área de Cultura del Ayuntamiento de Linares.
El enclave donde se celebra esta propuesta cultural es la antigua Estación de Madrid, uno de los lugares más emblemáticos de la ciudad, construida a finales del siglo XIX y que se sitúa en uno de los laterales del Paseo de Linarejos.

## Ediciones
I edición, verano de 2008
El primer día de esta edición contó con la actuación del conjunto local Jazzmina Quartet en un primer lugar, seguido de los malagueños The Brain Storming Jazz Quartet, una formación con gran reconocimiento a nivel internacional. El plato fuerte de esa noche, Scott Hamilton, uno de los mejores saxofonistas vivos del estilo mainstream, acompañado para la ocasión por el cuarteto de Toni Solá y el pianista Fabio Miano.
El segundo día comenzó con la actuación de The Makis Band, grupo de blues linarense. En segundo lugar tocó el veterano grupo granadino Los Lagartos, que llevan ya dos décadas de andadura a sus espaldas.
Para finalizar la primera edición del festival, la gran atracción del día; el guitarrista Otis Grand, junto con la conocida Blues Band de Granada.